# The Valiant Brothers
The Valiant Brothers was een professioneel worstelteam dat bestaat uit "Handsome" Jimmy Valiant, "Lucious" Johnny Valiant en "Gentleman" Jerry Valiant.

## Kampioenschappen en prestaties

### Jimmy en Johnny Valiant
- Championship Wrestling from Florida
  - NWA United States Tag Team Championship (1 keer)

- Georgia Championship Wrestling
  - NWA Georgia Tag Team Championship (1 keer)

- NWA San Francisco
  - NWA World Tag Team Championship (1 keer)

- Pro Wrestling Illustrated
  - PWI Tag Team of the Year (1974)

- World Wrestling Association (Indianapolis)
  - WWA World Tag Team Championship (3 keer)

- World Wide Wrestling Federation / World Wrestling Federation
  - WWF Hall of Fame (Class of 1996)
  - WWWF World Tag Team Championship (1 keer)

### Jerry en Johnny Valiant
- World Wrestling Federation
  - WWF Tag Team Championship (1 keer)